# NGC 2912
NGC 2912 је појединачна звезда у сазвежђу Лав која се налази на NGC листи објеката дубоког неба.
Деклинација објекта је + 10° 11' 33" а ректасцензија 9h 33m 56,9s. Привидна величина (магнитуда) објекта NGC 2912 износи 11,5.